# Silvio Moser

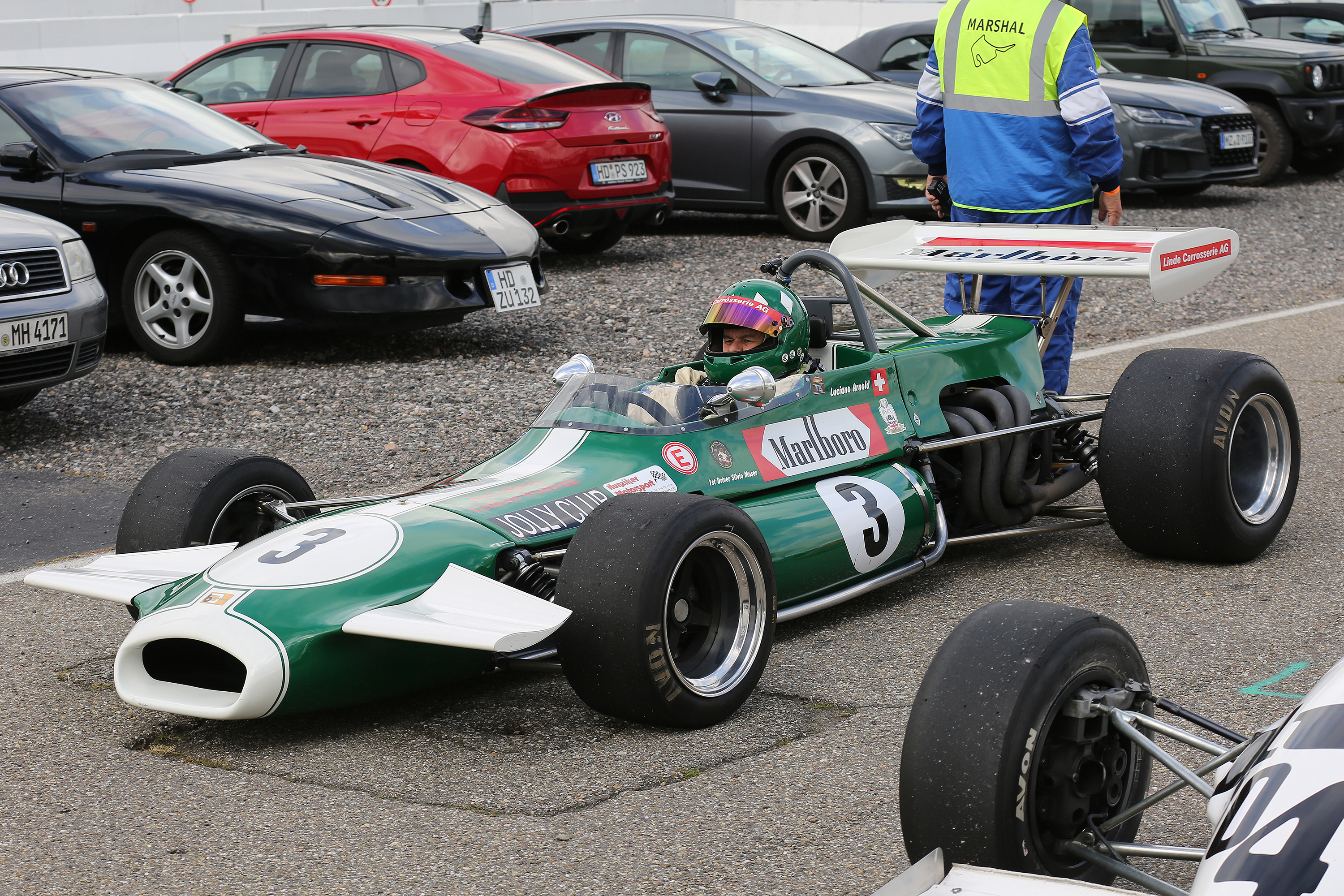
Brabham con el que Moser compitió en Fórmula 2.

Silvio Moser (Zúrich, 24 de abril de 1941-Locarno, Tesino, 26 de mayo de 1974) fue un piloto de automovilismo suizo. Participó en 20 Grandes Premios de Fórmula 1.

## Carrera

### Inicios
Silvio Moser comenzó su carrera a principios de los años 60 en escaladas y eslálones en carretera, y compitió para Alfa Romeo poco después. Pasó a los monoplazas en 1963, con un gran éxito al año siguiente tanto en la Fórmula 3 Europea como en la temporada argentina. Fue segundo en el Gran Premio de Mónaco de Fórmula 3 detrás de Jackie Stewart.

### Fórmula 1
Habiendo construido una sólida reputación en campeonatos inferiores y en autos deportivos, Moser debutó en la Fórmula 1 en julio de 1967 en el Gran Premio de Gran Bretaña, con un Cooper-ATS del equipo de Charles Vögele. Antes de esto, había intentado clasificarse para el Gran Premio de Alemania de 1966 con un Fórmula 2 (en ese entonces la F1 y la F2 competían juntas en esa pista) inscrito a su propio nombre, pero el motor falló en la práctica.
Continuó en 1968 con un Brabham BT20-Repco de Vögele, participando en cinco Grandes Premios y logrando su mejor resultado en la categoría: quinto puesto en el GP de los Países Bajos. Al año siguiente, en un Brabham BT24-Cosworth compitió en siete carreras y fue sexto en el GP de los Estados Unidos. Corrió esa temporada con el equipo Silvio Moser Racing Team tras comprar el de Vögele.
En 1970, se unió al italiano Guglielmo Bellasi para crear la escudería Bellasi. Entre ese año y el siguiente, participó en seis eventos pero solamente clasificó a dos carreras.

### Años posteriores y fallecimiento
Después del fracaso del proyecto Bellasi, Moser regresó a la Fórmula 2 y condujo un Brabham de Jolly Club of Switzerland en 1971 y 1972, y un Surtees en 1973, con un éxito limitado. Por otro lado, se adentró en las carreras de resistencia con coches de Lola.
Moser murió de heridas graves sin haber recobrado la consciencia, 31 días después de verse involucrado en un accidente mientras participaba en los 1000 km de Monza. Él tuvo un contacto con otro competidor y se salió de pista. En ese momento, no llevaba puesto el cinturón de seguridad porque no quiso perder tiempo ajustándose tras una parada en boxes. Había cumplido los 33 años días antes del accidente.
Moser estaba inscrito junto a la Scuderia Finotto para los Grandes Premios de Bélgica y España de 1974 de Fórmula 1.

## Resultados

### Fórmula 1
(Clave) (negrita indica pole position) (cursiva indica vuelta rápida)

| Año     | Escudería                 | 1   | 2   | 3       | 4       | 5       | 6       | 7       | 8       | 9       | 10      | 11     | 12  | 13  | 14  | 15  | Pos. | Puntos |
| ------- | ------------------------- | --- | --- | ------- | ------- | ------- | ------- | ------- | ------- | ------- | ------- | ------ | --- | --- | --- | --- | ---- | ------ |
| 1966    | Silvio Moser              | MON | BEL | FRA     | GBR     | NED     | GER DNS | ITA     | USA     | MEX     |         |        |     |     |     |     | NC   | 0      |
| 1967    | Charles Vögele            | RSA | MON | NED     | BEL     | FRA     | GBR Ret | GER     | CAN     | ITA     | USA     | MEX    |     |     |     |     | NC   | 0      |
| 1968    | Charles Vögele            | RSA | ESP | MON DNQ | BEL     | NED 5   | FRA     | GBR NC  | GER DNS | ITA DNQ | CAN     | USA    | MEX |     |     |     | 23.º | 2      |
| 1969    | Silvio Moser Racing Team  | RSA | ESP | MON Ret | NED Ret | FRA 7   | GBR     | GER     | ITA Ret | CAN Ret | USA 6   | MEX 11 |     |     |     |     | 16.º | 1      |
| 1970    | Silvio Moser Racing Team  | RSA | ESP | MOM DNP | BEL DNP | NED DNQ | FRA DNQ | GBR DNP | GER DNQ | AUT Ret | ITA DNQ | CAN    | USA | MEX |     |     | NC   | 0      |
| 1971    | Jolly Club of Switzerland | RSA | ESP | MON     | NED     | FRA     | GBR     | GER     | AUT     | ITA Ret | CAN     | USA    |     |     |     |     | NC   | 0      |
| 1974    | Scuderia Finotto          | ARG | BRA | RSA     | ESP INJ | BEL INJ | MON     | SWE     | NED     | FRA     | GBR     | GER    | AUT | ITA | CAN | USA |      |        |
| Fuente: |                           |     |     |         |         |         |         |         |         |         |         |        |     |     |     |     |      |        |